# Sydamerikanska mästerskapet i volleyboll för damer 2013
Sydamerikanska mästerskapet i volleyboll för damer 2013 utspelade sig mellan 18 och 22 september 2013 i Ica, Peru. Det var den 30:e upplagan av tävlingen och sex damlandslag från CSV:s medlemsförbund deltog. Brasilien vann för 10:e gången i rad och 18:e gången totalt genom att slå Argentina i finalen. Madelaynne Montaño utsågs till mest värdefulla spelare. Tävlingen genomfördes som ett gruppspel mellan de deltagande lagen.

## Deltagande lag
| Lag       | Deltog senast  |
| --------- | -------------- |
| Argentina | Peru 2011      |
| Brasilien | Peru 2011      |
| Chile     | Peru 2011      |
| Colombia  | Peru 2011      |
| Peru      | Peru 2011      |
| Venezuela | Brasilien 2009 |

## Tävlingen

### Matcher
| Datum    | Mellan                | Resultat | Set   | Set   | Set   | Set   | Set   | Poäng totalt | Speltid | Åskådare |
| Datum    | Mellan                | Resultat | 1     | 2     | 3     | 4     | 5     | Poäng totalt | Speltid | Åskådare |
| -------- | --------------------- | -------- | ----- | ----- | ----- | ----- | ----- | ------------ | ------- | -------- |
| 18-09-13 | Brasilien - Chile     | 3 - 0    | 25:10 | 25:5  | 25:4  |       |       | 75 - 19      | -       | -        |
| 18-09-13 | Argentina - Colombia  | 3 - 2    | 19:25 | 31:29 | 11:25 | 25:12 | 15:11 | 101 - 102    | -       | -        |
| 18-09-13 | Peru - Venezuela      | 3 - 1    | 22:25 | 25:19 | 25:15 | 25:16 |       | 97 - 75      | -       | -        |
| 19-09-13 | Argentina - Venezuela | 3 - 1    | 18:25 | 25:14 | 25:18 | 25:16 |       | 93 - 73      | -       | -        |
| 19-09-13 | Brasilien - Colombia  | 3 - 0    | 25:13 | 25:14 | 25:18 |       |       | 75 - 45      | -       | -        |
| 19-09-13 | Peru - Chile          | 3 - 0    | 25:14 | 25:20 | 25:19 |       |       | 75 - 53      | -       | -        |
| 20-09-13 | Venezuela - Chile     | 3 - 0    | 25:11 | 25:20 | 25:22 |       |       | 75 - 53      | -       | -        |
| 20-09-13 | Brasilien - Argentina | 3 - 0    | 25:16 | 25:13 | 25:7  |       |       | 75 - 36      | -       | -        |
| 20-09-13 | Peru - Colombia       | 3 - 2    | 16:25 | 25:27 | 25:20 | 25:22 | 15:13 | 106 - 107    | -       | -        |
| 21-09-13 | Chile - Colombia      | 0 - 3    | 18:25 | 23:25 | 19:25 |       |       | 60 - 75      | -       | -        |
| 21-09-13 | Brasilien - Venezuela | 3 - 0    | 25:20 | 25:20 | 25:17 |       |       | 75 - 57      | -       | -        |
| 21-09-13 | Peru - Argentina      | 1 - 3    | 23:25 | 25:17 | 20:25 | 23:25 |       | 91 - 92      | -       | -        |
| 22-09-13 | Chile - Argentina     | 0 - 3    | 19:25 | 23:25 | 22:25 |       |       | 64 - 75      | -       | -        |
| 22-09-13 | Colombia - Venezuela  | 3 - 1    | 22:25 | 25:19 | 25:21 | 25:22 |       | 97 - 87      | -       | -        |
| 22-09-13 | Peru - Brasilien      | 0 - 3    | 8:25  | 17:25 | 8:25  |       |       | 33 - 75      | -       | -        |

### Sluttabell
| Pos | Landslag  | Poäng | Matcher | Matcher | Matcher   | Set   | Set       | Kvot  | Poäng | Poäng     | Kvot  |
| Pos | Landslag  | Poäng | Spelade | Vunna   | Förlorade | Vunna | Förlorade | Kvot  | Vunna | Förlorade | Kvot  |
| --- | --------- | ----- | ------- | ------- | --------- | ----- | --------- | ----- | ----- | --------- | ----- |
| 1   | Brasilien | 15    | 5       | 5       | 0         | 15    | 0         | MAX   | 375   | 190       | 1.974 |
| 2   | Argentina | 11    | 5       | 4       | 1         | 12    | 7         | 1.714 | 397   | 405       | 0.980 |
| 3   | Peru      | 8     | 5       | 3       | 2         | 10    | 9         | 1.111 | 402   | 402       | 1.000 |
| 4   | Colombia  | 8     | 5       | 2       | 3         | 10    | 10        | 1.000 | 426   | 429       | 0.993 |
| 5   | Venezuela | 3     | 5       | 1       | 4         | 6     | 12        | 0.500 | 367   | 415       | 0.884 |
| 6   | Chile     | 0     | 5       | 0       | 5         | 0     | 15        | 0.000 | 249   | 375       | 0.664 |

## Slutplaceringar
| Pos. | Lag       | Kvalificerat för                   |
| ---- | --------- | ---------------------------------- |
|      | Brasilien | Grand Champions Cup 2013 - VM 2014 |
|      | Argentina |                                    |
|      | Peru      |                                    |
| 4    | Colombia  |                                    |
| 5    | Venezuela |                                    |
| 6    | Chile     |                                    |

## Individuella utmärkelser
| Utmärkelse              | Namn                | Lag       |
| ----------------------- | ------------------- | --------- |
| Mest värdefulla spelare | Madelaynne Montaño  | Colombia  |
| Bästa passare           | Ahizar Zuniaga      | Venezuela |
| Bästa högerspiker       | Sheilla de Castro   | Brasilien |
| Bästa vänsterspiker     | Karla Ortiz         | Peru      |
| Bästa vänsterspiker     | Fernanda Garay      | Brasilien |
| Bästa center            | Fabiana Claudino    | Brasilien |
| Bästa center            | Mirtha Uribe        | Peru      |
| Bästa libero            | Fabiana de Oliveira | Brasilien |